# UPO
UPO är sedan 1930-talet ett varumärke inom vitvarubranschen, ägt av Gorenje.
Företaget är från början finskt och hade ursprungligen fabrik i Lahtis. Verksamheten grundades av Asko Oy, idag Uponor. Asko köpte 1988 fabriken i Jung av Asea och döpte om den från Asea Cylinda till Asko Cylinda, för att sedan i september 2008 åter byta namn till det nuvarande Asko Appliances AB. Asko ägdes 2000–2010 av italienska Antonio Merloni Group.